# Rorippa sarmentosa
Rorippa sarmentosa là một loài thực vật có hoa trong họ Cải. Loài này được (Soland. ex Forst.) J.F. Macbr. miêu tả khoa học đầu tiên năm 1938.